# マックス・カルベック

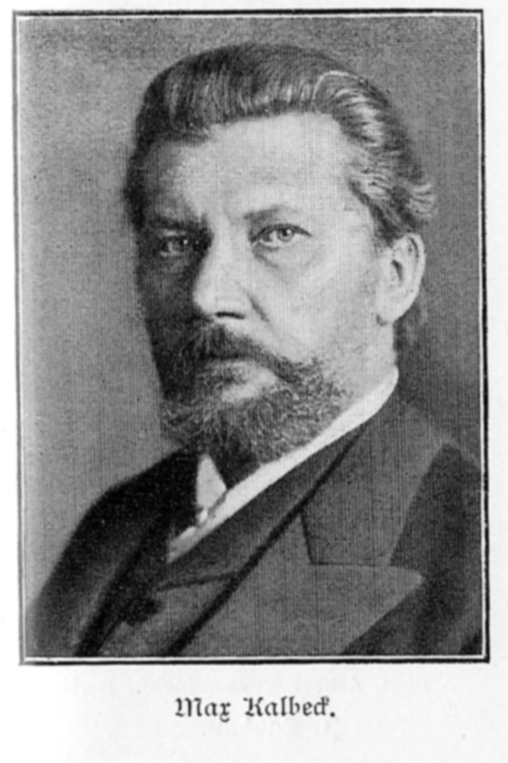
マックス・カルベック

マックス・カルベック（Max Kalbeck, 1850年1月4日 - 1921年5月4日）は、シレジア・ドイツ人の音楽評論家。翻訳家・台本作家・作詞家・詩人としても文筆活動を行い、イェレミアス・ドイトリヒ (Jeremias Deutlich) という偽名でも活動した。

## 経歴
1861年にレオポルト・ダムロッシュに師事して生まれ故郷ブレスラウの少年聖歌隊員となり、1867年には聖歌隊員となる。1860年から1869年のアビトゥーアまで、郷里の聖マリア・マクダレーナ・ギムナジウムに通学した。その後、父親のたっての希望でブレスラウ大学で法学を専攻するが、1873年にミュンヘン大学に転学して文献学と哲学の2つの学科に在籍し、ミュンヘン王立音楽学校ではヨーゼフ・ラインベルガーに作曲を師事した。ブレスラウに戻ると、1874年から『シュレージエン新聞』(Schlesische Zeitung)、後の『ブレスラウ新聞』(Breslauer Zeitung) の美術評論ならびに音楽評論を担当し、その後はブレスラウ美術館の館長補佐に就任した。
1880年にエドゥアルト・ハンスリックに招かれてウィーン入りし、『ウィーン総合新聞』(Wiener Allgemeinen Zeitung) の、1886年から没年まで『新ウィーン日報』(Neue Wiener Tagblatt) の音楽評論家に就任。オーストリアにおける有力な音楽評論家となり、ハンスリックと同様に、リヒャルト・ワーグナーやアントン・ブルックナー、フーゴー・ヴォルフら新ドイツ楽派に対して痛烈な非難を浴びせた。一方で、これまたハンスリックに同じくヨハネス・ブラームスの友人ならびに熱狂的支持者となった。カルベックの主要な業績は、1904年から1914年にかけて出版された、ブラームスに関する8巻の評伝である。この伝記は、ブラームスに関して権威のある書籍となり、書かれた年代に特有の執筆姿勢の失点がいくつか見られるとはいえ、今なお必須の資料となっている。またカルベックは、数巻からなるブラームスの往復書簡集を刊行しており、さらに1918年には、自分の2巻の評論集だけでなく、詩人ゴットフリート・ケラーやパウル・ハイゼの書簡集も出版した。
カルベックは、ジュゼッペ・ヴェルディやベドルジハ・スメタナ、ピョートル・チャイコフスキー、ジャコモ・プッチーニのオペラ台本を翻訳しただけでなく、モーツァルトの『バスティアンとバスティエンヌ』や『偽の女庭師』の新しい台本を書き下ろした。さらに、グスタフ・マーラーによるウィーン宮廷歌劇場における公演のために、『フィガロの結婚』や『ドン・ジョヴァンニ』の新作台本も起草している。また、ヨハン・シュトラウス2世のオペレッタ『ヤーブカ、またはりんご祭り』(Jabuka) の作詞もしている。ブラームスはカルベックの創作した詩に曲付けをして、ピアノ伴奏歌曲『夜のさすらい人』(Nachtwandler) 作品86-3や無伴奏混声合唱曲『最後の希望』(Letztes Glück) 作品104-3を作曲した。ウィーンにて没。

## 著作
- Johannes Brahms. 4 Bände (8 Halbbände), 1904-1914; Faksimile-Nachdruck Schneider/Tutzing 1976.